# Garcinia daedalanthera
Garcinia daedalanthera är en tvåhjärtbladig växtart som beskrevs av Jean Baptiste Louis Pierre. Garcinia daedalanthera ingår i släktet Garcinia och familjen Clusiaceae. Inga underarter finns listade i Catalogue of Life.